# Trichoplusia lampra
Trichoplusia lampra är en fjärilsart som beskrevs av Claude Dufay 1968. Trichoplusia lampra ingår i släktet Trichoplusia och familjen nattflyn. Inga underarter finns listade i Catalogue of Life.